# Notre-Dame-de-la-Délivrance des Trois-Îlets

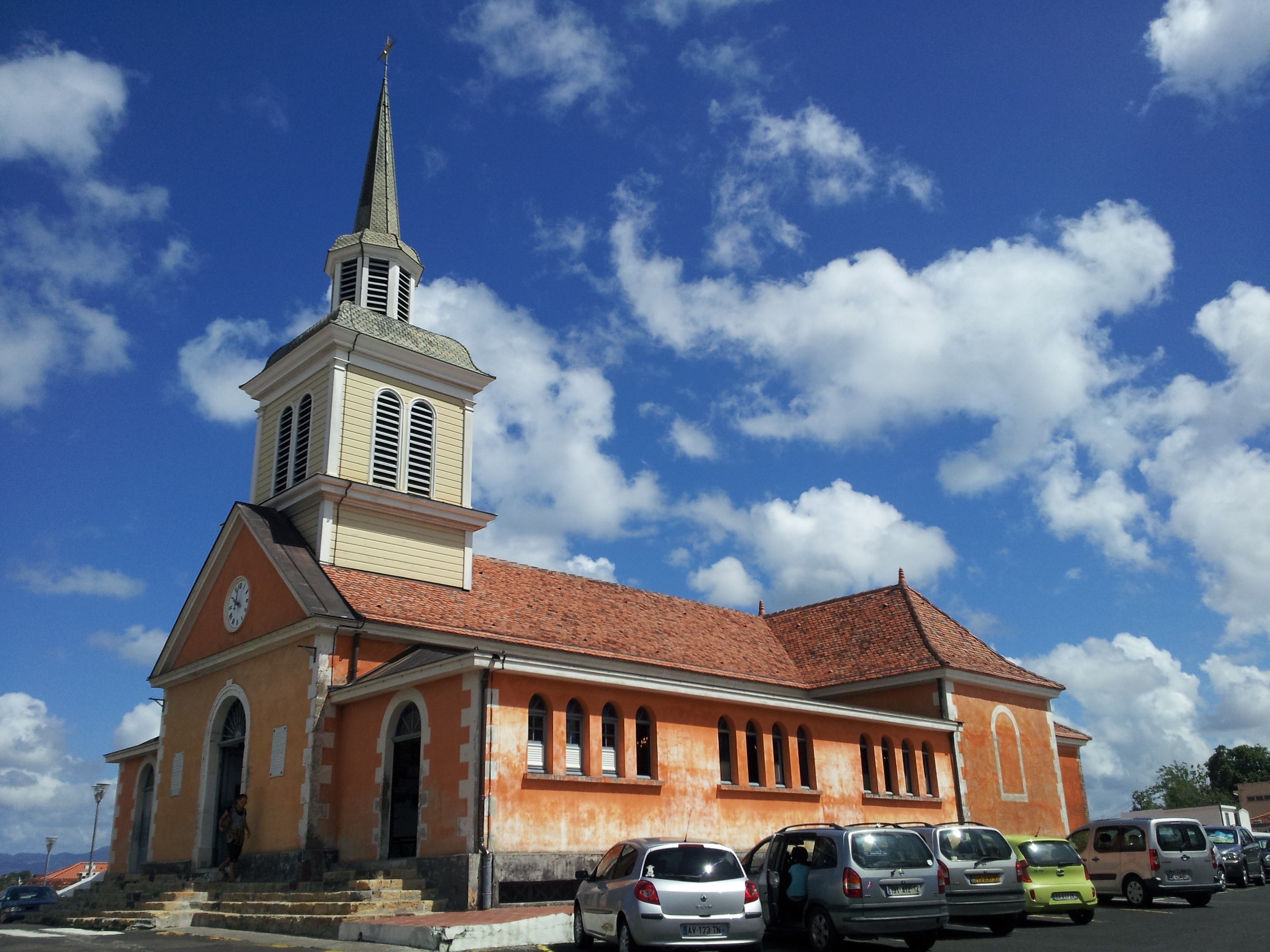
Die Pfarrkirche Notre Dame de la Délivrance in Les Trois Îlets auf Martinique

Notre-Dame de la Bonne-Délivrance des Trois-Îlets ist eine im Jahr 1724 für die seit 1683 bestehende Kirchengemeinde des damaligen Ortes Cul-de-Sac aux Vaches errichtete und Unserer Lieben Frau geweihte Pfarrkirche der römisch-katholischen Kirche. Sie steht auf dem Hauptplatz der 1849 in Les Trois-Îlets umbenannten Kleinstadt der französischen Überseeregion Martinique.
Das Kirchengebäude ist als Monument historique klassifiziert und steht seit dem 5. Januar 1993 unter Denkmalschutz.

## Geschichte
Im Jahr 1761 vermählten sich in der Notre-Dame-de-la-Délivrance der Marineoffizier Joseph-Gaspard de Tascher und Rose-Claire des Verges de Sannois. Drei Jahre später brachte das Paar den wohl berühmtesten Täufling der Pfarrgemeinde in diese Kirche: ihre am 23. Juni 1763 auf der elterlichen Zuckerrohrplantage La Pagerie geborene Tochter Marie Josephe Rose de Tascher de la Pagerie, die unter dem Namen ihres ersten Ehemannes als Joséphine de Beauharnais in die Geschichte eingehen sollte. Im Witwenstand heiratete sie im Jahr 1796 General Napoléon Bonaparte, der sie 1804 in der Kathedrale Notre Dame de Paris eigenhändig zur Kaiserin krönte.
Im Jahr 1807 fand in der Notre-Dame-de-la-Délivrance die Begräbnisfeier von Josephines Mutter statt.
Die nach dem Zyklon von 1890 erforderlich gewordene Restaurierung der Kirche begann im Jahr 1891 mit der Konsolidierung des Kirchturmes, bevor das gesamte Gebäude in den Jahren 1898 bis 1899 einer kompletten Sanierung unterzogen wurde. Den Chor und die Sakristei des im Jahr 1950 für die wachsende Pfarrgemeinde vergrößerten Gotteshauses zerstörte ein Brand am 11. Oktober 1994 fast vollständig, was die Schließung des Gebäudes zur Folge hatte. Die daraufhin eingeleitete, umfassende und bisher letzte Restaurierungskampagne dauerte etwa sechs Jahre. Seit dem 24. Dezember 2000 werden wieder regelmäßige Gottesdienste in dieser Kirche gefeiert.

## Architektur
Dem sehr schlicht gehaltenen Gebäude sind die Stufen eines Perrons vorgelagert. Der mittlere Teil der schmucklosen Westfassade zeigt vor dem Hauptschiff eine einfache gedeckte Giebelwand mit einem Rundbogenportal, das von zwei ebensolchen kleineren Portalen vor den erst später hinzugefügten Seitenpartien begleitet wird. Der für die Kirche gewaltig erscheinende, unmittelbar hinter der Fassade für die Aufnahme des Glockenstuhls aufgesetzte, auf jeder Seite von Zwillingsrundbögen durchbrochene Dachreiter verfügt über einen hohen, von einem sechseckigen Helm gekrönten Aufsatz.
Die Wandgliederung des über einer Krypta errichteten zweigeschossigen Hauptschiffes wurde im Jahr 1950 durch den Anbau der beiden Seitenschiffe verändert.